# Лавриненко, Руслан Львович
Руслан Львович Лавриненко (25 ноября 1928, ст. Маньгоу, Маньчжурия, Китайская Республика — 24 февраля 2015, Саратов, Российская Федерация) — советский и российский живописец, заслуженный художник Российской Федерации.

## Биография
Профессиональный живописец, продолжатель классической живописной традиции В.Д. Поленова, И.И. Левитана, талантливый педагог, художественный критик, участник 12 персональных, более 50 региональных, республиканских,  всесоюзных, международных выставок.
Родился в 1928 году на ст. Маньгоу, Китай. В 1951 году окончил живописно-педагогическое отделение Саратовского Художественного Училища им. А.П. Боголюбова (преподаватели: народный художник России И.В. Севастьянов, Н.А. Архангельский, И.Н. Щеглов, В.Ф. Гуров, заслуженный художник А.И. Бородин, Б.В. Миловидов, В.К. Данилов).
В период с 1960 г. по 1978 г. преподавал специальные дисциплины в Саратовском Художественном Училище им. А.П. Боголюбова.
Более 60-лет отдал служению изобразительному искусству.
Член Союза художников СССР с 1970 года, Заслуженный художник России  с 2001 года. В том числе выступал как художественный критик, являлся автором большого числа статей о саратовских художниках.
Темы творчества разнообразны: Средняя полоса России, русский Север, Саратов, Волга, природа во все времена года.
Р. Л. Лавриненко отличает высокий уровень мастерства и профессионализма. Его пейзажи насыщены по колориту и, вместе с тем, легки и воздушны, проникнуты радостным жизнеутверждающим светом.
Талант и мастерство Р. Л. Лавриненко, его вклад в развитие российской культуры, активная творческая и общественная деятельность неоднократно становились предметом публикаций  в прессе.

## Награды и звания
Заслуженный художник России (2001).
Лауреат международного конкурса «Золотая палитра».